# Mel Kendrick
Mel Kendrick (* 28. Juli 1949) ist ein US-amerikanischer Bildhauer, der hauptsächlich für seine Skulpturen aus Holz, Bronze, Gummi, Papier und gegossenem Beton bekannt ist. Kendricks Arbeit spiegelt eine tiefe Faszination für Prozess, Raum und Geometrie wider.

## Leben
Geboren in Boston, Massachusetts, entdeckte Kendrick sein Interesse an der Kunst an der Phillips Academy, Andover, einer Schule, die zahlreiche bedeutende Künstler nach dem Zweiten Weltkrieg und zeitgenössische Künstler wie Carl Andre, Carroll Dunham, Peter Halley und Frank Stella ausbildete. Er setzte seine Kunsterziehung am Trinity College, Connecticut fort und zog 1971 nach New York City, wo er seine Masterarbeit am Hunter College unter der Leitung von Tony Smith schrieb und bei Dorothea Rockburne in die Lehre ging.

## Werk
Kendricks Werk verbindet eine akribische Herangehensweise an Materialien mit einer Erforschung von Form und Raum. Er verwendet eine Vielzahl von Materialien, darunter Holz, Bronze, Gummi, Papier und gegossener Beton. Seine Skulpturen hinterfragen oft traditionelle Formbegriffe und beziehen sich auf Geometrie und Architektur. Kendricks Arbeit ist geprägt von ihrer Komplexität und Feinheit, die den Betrachter einlädt, den kreativen Prozess und die Beziehungen zwischen Form und Funktion zu betrachten. Die Retrospektive des Künstlers, „Seeing Things in Things“, die im Parrish Art Museum und in der Addison Gallery of American Art gezeigt wurde, offenbarte einen zentralen Aspekt seiner Arbeit – die Dekonstruktion und Rekonstruktion von Formen, was zu faszinierend komplexen, abstrakten Kreationen führt.

## Ausstellungen
Mel Kendrick hat an über vierzig Einzelausstellungen und zahlreichen Gruppenausstellungen teilgenommen, bei denen er ein vielfältiges Werk präsentierte.
Kendricks Arbeit befindet sich in über 30 dauerhaften Sammlungen und Museen weltweit, darunter das Metropolitan Museum of Art, das Museum of Modern Art, das Whitney Museum of American Art, das Art Institute of Chicago, die Yale University Art Gallery, das Philadelphia Museum of Art, das Museum of Fine Arts in Houston, das High Museum of Art, das Walker Art Center, das Baltimore Museum of Art, die Australian National Gallery, das Museum of Fine Art in Boston, das Brooklyn Museum, die National Gallery of Art, und die Mercedes-Benz Art Collection.